# Gyürkés Viktória
Gyürkés Viktória (Budapest, 1992. október 15. –) magyar akadályfutó.

## Pályafutása
A 2007-es ifjúsági vb-n 800 méteren kiesett. A 2009-es ifjúsági világbajnokság 800 méteren 8. helyen végzett. A 2009. évi nyári európai ifjúsági olimpiai fesztiválon 800 méteren ötödik helyezést ért el. A 2010-es junior vb-n 1500 méteren kiesett. A 2014-es mezei futó Európa-bajnokságon 47. volt.
A 2015-ös universiadén 3000 m akadályon 10. lett. A 2016-os Európa-bajnokságon 22. volt. A 2017-es atlétikai világbajnokságon nem jutott a döntőbe. Az universiadén ezüstérmet szerzett. 2019 szeptemberében 6:09,48-as eredményével új országos csúcsot ért el 2000 méteres akadályfutásban. A 2019-es atlétikai világbajnokságon 3000 méteres akadályfutásban 11. lett az előfutamában, amivel nem jutott döntőbe, összesítésben a 37. helyen végzett. 2021 februárjában 3000 méteren magyar csúcsot ért el a toruni fedett pályás versenyen. A 2021-es fedett pályás atlétikai Európa-bajnokságon 3000 méteren 10. lett. A 2020. évi nyári olimpiai játékokra kijutott, de a Japánban  kiújult achilles sérülése miatt visszalépett a versenytől. A 2024-es párizsi olimpián 5000 méteres síkfutásban a 37. helyen végzett.
2025 áprilisában az utcai futó Európa-bajnokságon kilencedik lett csapatban (Tóth Lili Anna, Szabó Nóra) 10 km-en.

## Rekordjai
3000 m fedett pálya
- 8:55,45 (2021. február 17., Torun) magyar csúcs[12]

## Eredményei
Magyar bajnokság
800 m
- első: 2008, 2009, 2010

1500 m
- első: 2017, 2018, 2020, 2022, 2023

5000 m
- első: 2020, 2022, 2023
- második: 2015

10 000 m
- második: 2015

3000 m akadály
- első: 2014, 2016, 2017, 2018, 2019
- második: 2011
- harmadik: 2012

mezeifutás
- második: 2014, 2015

Fedett pályás magyar bajnokság
800 m
első: 2009, 2014, 2019, 2020
1500 m
- első: 2010, 2011, 2018, 2019, 2020, 2021

3000 m
- első: 2018, 2021

## Díjai, elismerései
- Az év magyar junior atlétája (2010)[17]